# دانشگاه پلی‌تکنیک هنگ کنگ

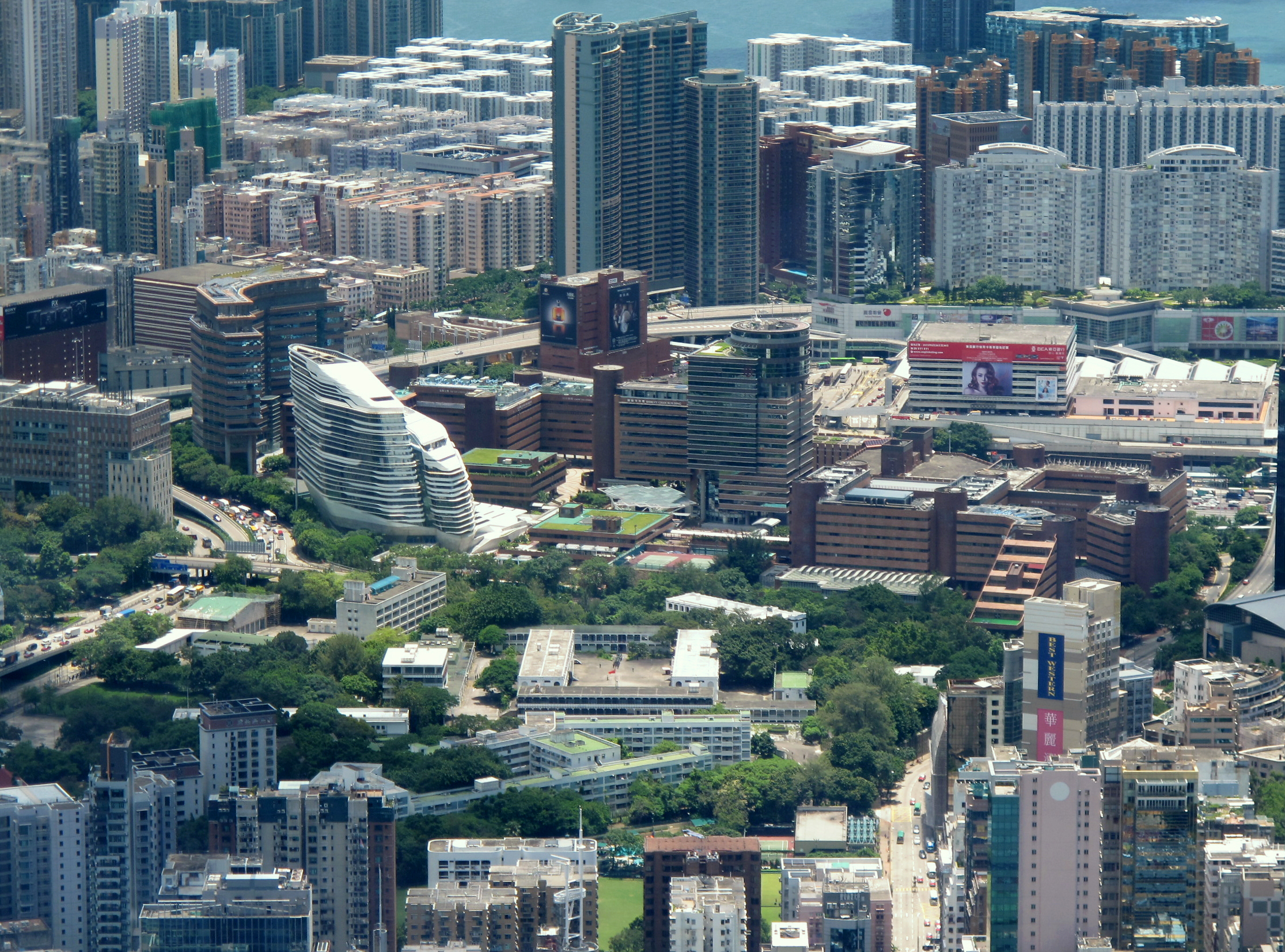
دانشگاه پلی تکنیک هنگ کنگ

دانشگاه پلی‌تکنیک هنگ‌کنگ یک دانشگاه مهندسی در هنگ‌کنگ است.

## رشته‌های مورد تدریس در این دانشگاه
- مهندسی شهرسازی
- مهندسی الکترونیک
- مهندسی زیست‌شناسی کاربردی
- مهندسی حسابداری
- مهندسی نساجی